# 布鲁日市政厅

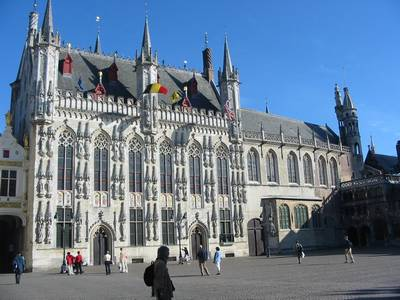
布鲁日市政厅

布鲁日市政厅（Stadhuis van Brugge）是比利时西佛兰德布鲁日的市政厅。这是低地国家最古老的市政厅之一。
布鲁日市政厅位于城堡广场，始建于1376年，1421年完成。晚期哥特式风格，长方形平面，带有角楼。令人印象深刻的丰富的设计，反映了14世纪布鲁日的经济繁荣。 
墙壁上和佛兰德伯爵的坟墓上，都是圣经和历史人物图画。但是在法国大革命期间，许多原来的雕像被摧毁，然后用当时的雕像取代，引发了很多讨论。
一楼是哥特式大厅，包括一个令人印象深刻的木穹顶天花板和历史壁画。历史室有许多有关布鲁日历史的档案以及绘画。

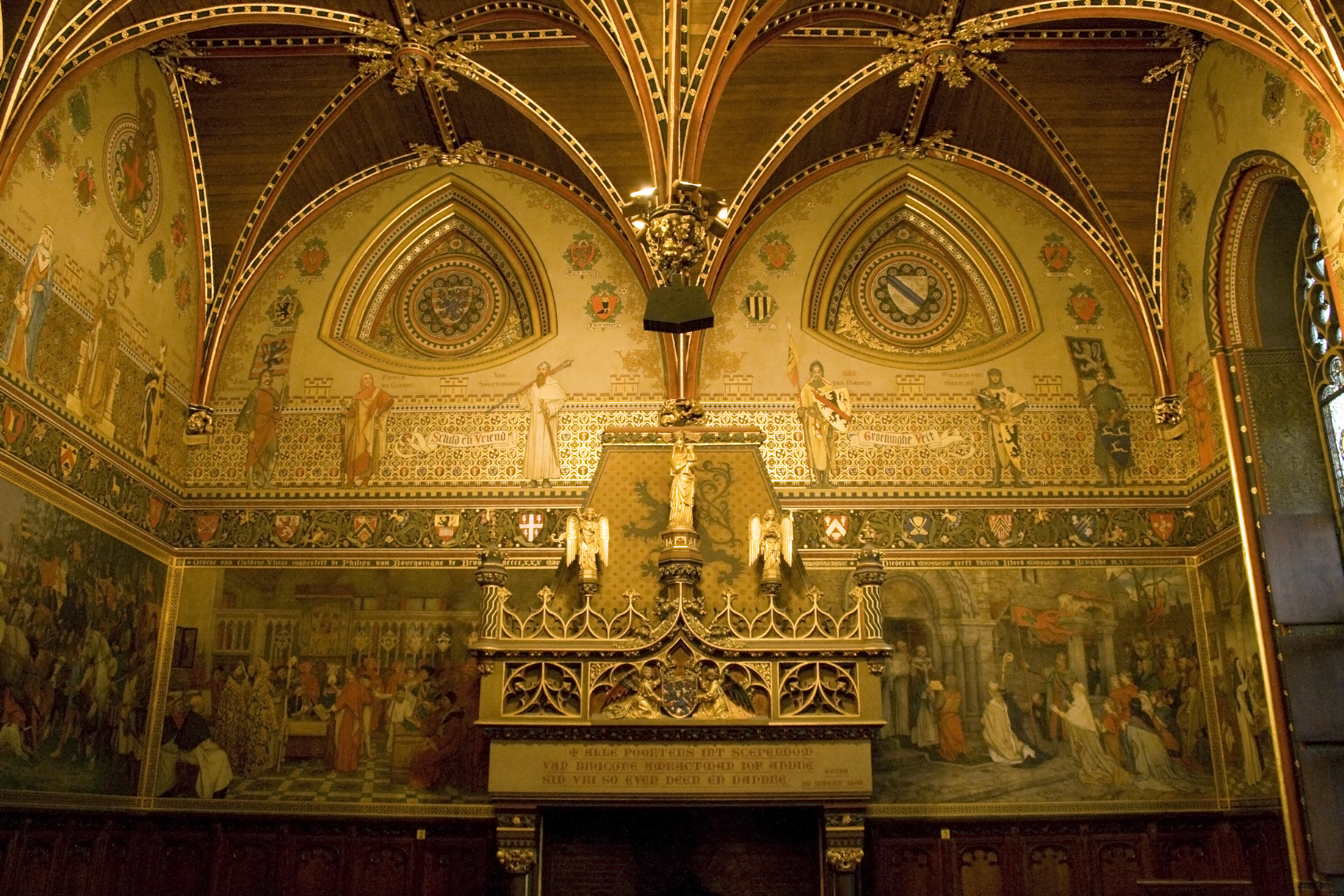
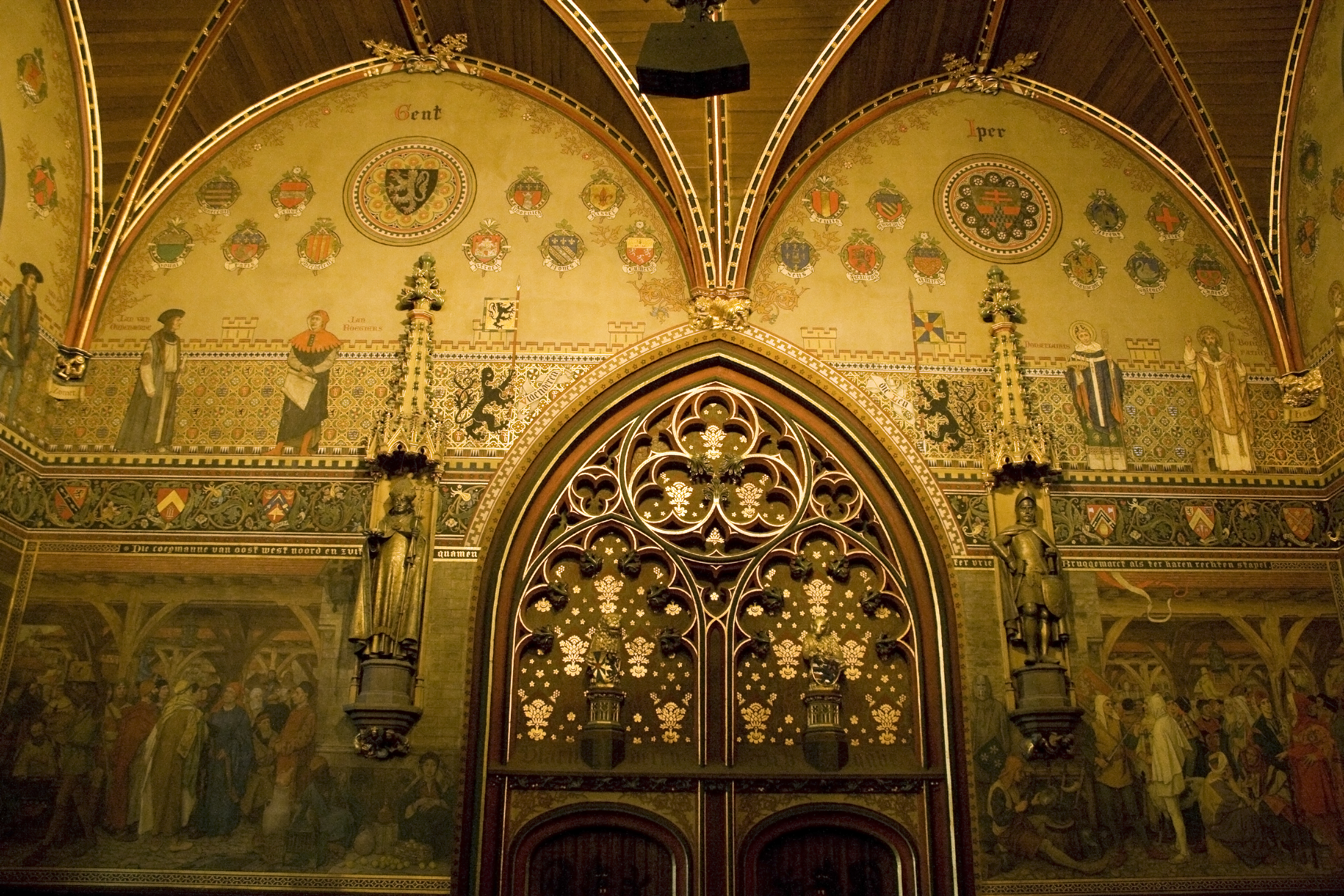
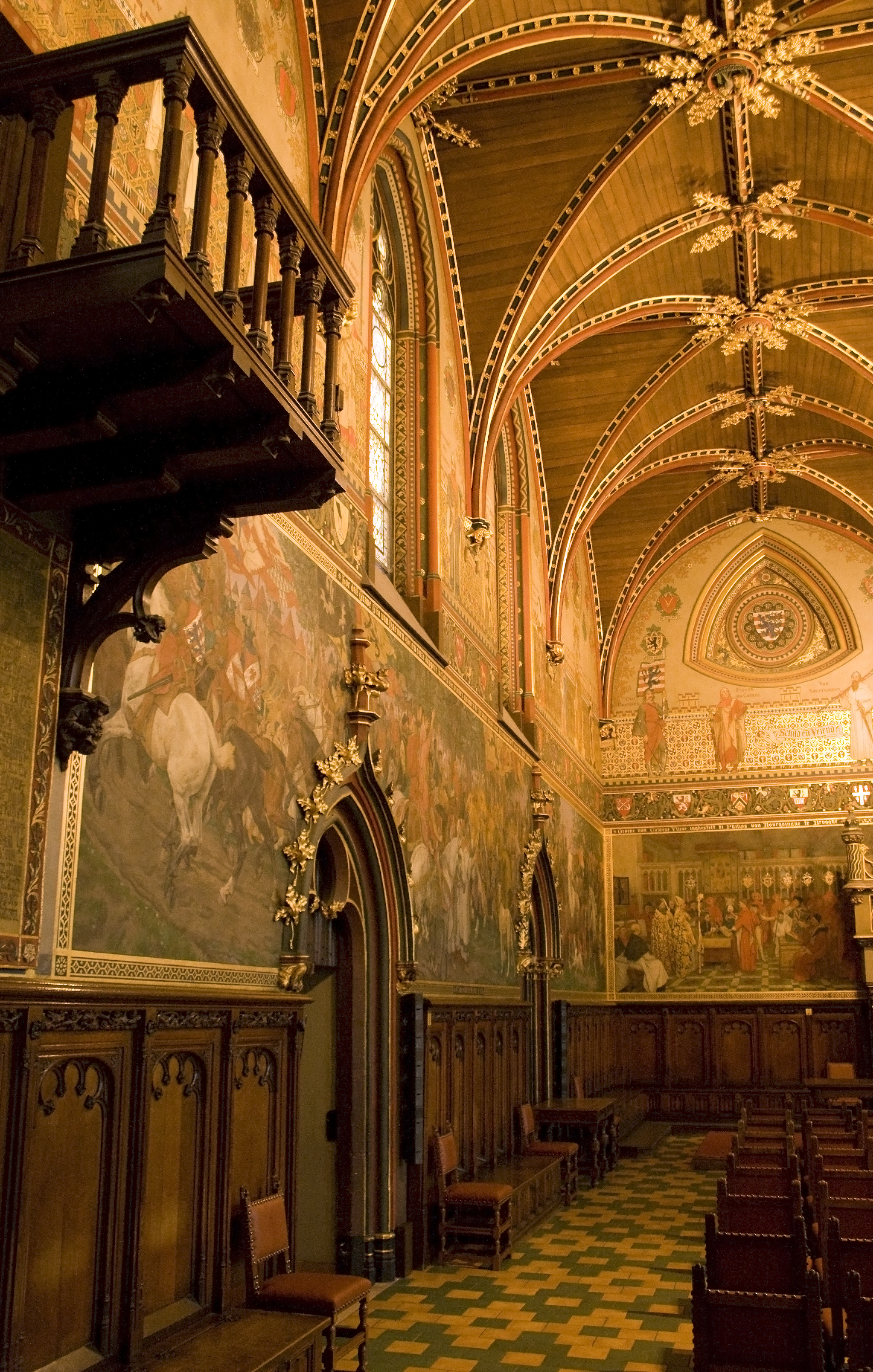
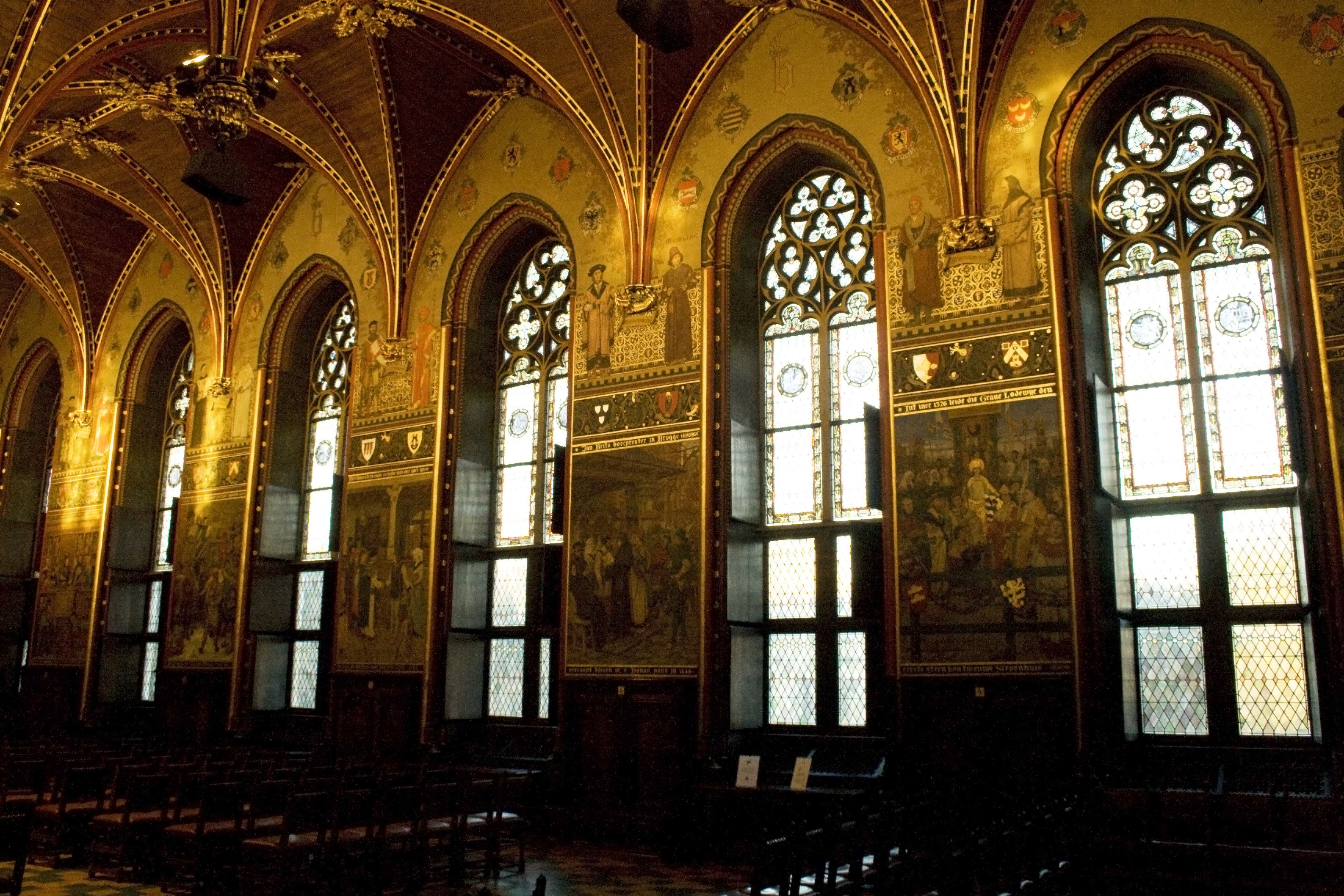